# Palatine (Illinois)
Pour les articles homonymes, voir Palatine.
Palatine est un village situé dans le comté de Cook dans la banlieue nord-ouest de Chicago, dans l'État de l'Illinois aux États-Unis.
Dans l'Illinois, il existe trois statuts pour les municipalités : city, town ou village. Palatine est un village malgré ses 68 557 habitants (selon le recensement 2010), car le statut ne dépend pas forcément du niveau de population.
Le village est le siège de l'entreprise Weber-Stephen Products Co. ; s'y trouve aussi un gurdwara (un temple sikh).

## Économie
JPMorgan Chase (cartes bancaires Chase) a un centre de traitement des paiements à Palatine.
L'entreprise Weber-Stephen Products Co., fabricant de barbecues, et Square D, fabricant de disjoncteurs ont tous deux installé leurs sièges sociaux à Palatine.

### Plus gros employeurs
D'après le rapport financier annuel (2011) de la ville de Palatine, les plus gros employeurs dans la ville sont :
| #  | Employeur                                 | Nombre d'employés |
| -- | ----------------------------------------- | ----------------- |
| 1  | Community Consolidated School District 15 | 2 200             |
| 2  | Township High School District 211         | 2 000             |
| 3  | United Parcel Service                     | 1 920             |
| 4  | United States Postal Service              | 1 900             |
| 5  | Collège Harper                            | 700               |
| 6  | Square D                                  | 410               |
| 7  | Village of Palatine                       | 364               |
| 8  | DiMucci Companies                         | 350               |
| 9  | Schneider Electric                        | 350               |
| 10 | Weber-Stephen Products Co.                | 200               |
| 11 | Arlington Plating                         | 150               |
| 12 | Intec Group                               | 150               |

## Démographie
En 2010, il y avait 68 557 habitants à Palatine, on dénombrait 26 876 ménages. 
| Groupe                           | Palatine | Illinois | États-Unis |
| -------------------------------- | -------- | -------- | ---------- |
| Blancs                           | 76,9     | 71,5     | 72,4       |
| Asiatiques                       | 10,3     | 4,6      | 4,8        |
| Autres                           | 7,4      | 6,7      | 6,4        |
| Afro-Américains                  | 2,7      | 14,6     | 12,6       |
| Métis                            | 2,3      | 2,3      | 2,9        |
| Amérindiens                      | 0,3      | 0,3      | 0,9        |
| Total                            | 100      | 100      | 100        |
|                                  |          |          |            |
| Hispaniques et Latino-Américains | 18,0     | 15,8     | 16,7       |

## Jumelage
- Fontenay-le-Comte, Vendée, France.

## Personnalités liées
- Mike Tauchman, joueur de baseball américain y est né en 1990